# Seekamp
Seekamp (tysk: Gut Seekamp) er et tidligere adelsgods i det nordlige Tyskland, beliggende i Jernved nord for Kiel. Hører i dag til bydelen Kiel-Schilksee.

## Historie
Godset Seekamp blev oprettet, da den holstenske adelsmand Christoffer Rantzaus jord skulle deles mellem tre af hans sønner. Paul Rantzau arvede godset Knoop, Lorentz Rantzau arvede Bylk og Hieronymus Rantzau fik Seekamp, som fik jord tilført fra de to andre godser. I 1575, fire år efter Christoffer Rantzaus død, blev de tre sønner enige om skellene mellem de tre godser.
Seekamp, som oprindeligt hed „Sehekampf“, kendes fra 1350, hvor det var i familien Wischs besiddelse. Familien Rantzau overtog Seekamp i 1450 og beholdt stedet frem til 1632. I godsets besiddelser indgik landsbyerne Holtenå, Pries og Schilksee. Alle tre landsbyer er således ældre end godset Seekamp og kom først under holstensk adel i forbindelse med koloniseringen af Jernved.
Cai Ahlefeldt købte Seekamp, men solgte godset til Christian IV i 1631.
1670-75 forpagtede Frederik von Vieregg Seekamp for 2000 rigsdaler om året. Christian V skænkede i 1679 Seekamp med Holtenau til Vincents Hahn, hvis datter Sophie Amalie i 1681 giftede sig med Conrad von Reventlow. 1733-36 forpagtede Anna Sophie Schack Seekamp, og i 1758 købte hendes stedsøns søn Hans Schack godset. Johan Erik Berger købte Seekamp i 1801.

## Bygninger og park
Selve Seekamp var nok oprindelig en slags vandborg med to stokværk, samt en vinduesløs kælderetage med ni fod tykke grundmure, som man fandt rester af i det 19. århundrede.
Seekamp ligger ved en sidevej til Fördestraße i Kiel-Schilksee, og parken, som tilhører byen Kiel, rummer bl.a. skulpturer af kunstneren Hans Kock. Lige i nærheden findes Hans Olde den yngres tidligere atelierhus, som er i privateje.

## Weblink
- Skulpturenpark Seekamp Arkiveret 19. oktober 2013 hos  Wayback Machine

54°24′35″N 10°9′43″Ø / 54.40972°N 10.16194°Ø